# Graphocephala aurora
Graphocephala aurora är en insektsart som beskrevs av Baker 1898. Graphocephala aurora ingår i släktet Graphocephala och familjen dvärgstritar. Inga underarter finns listade i Catalogue of Life.